# Menhir de la Boussardière
Le menhir de la Boussardière, ou menhir Pouille, est un mégalithe situé à Montaudin, en France.

## Description
Le menhir est situé à l'est du hameau de la Boussardière, au sud-est du bourg de Montaudin, dans le département français de la Mayenne.

## Historique
L'ensemble fait l’objet d’un classement au titre des monuments historiques depuis le 26 janvier 1921.